# Польша на летних Олимпийских играх 1964
Польша принимала участие в Летних Олимпийских играх 1964 года в Токио (Япония), и завоевала 23 медали, из которых 7 золотые, 6 серебряные и 10 бронзовые. Сборную страны представляли 140 спортсменов (115 мужчин, 25 женщин).

## Медалисты
| Медаль  | Спортсмен | Вид спорта       | Дисциплина                            |
| ------- | --- | ---------------- | ------------------------------------- |
| Золото  | Юзеф Грудзень | Бокс             | Мужчины, до 60 кг                     |
| Золото  | Ежи Кулей | Бокс             | Мужчины, до 63,5 кг                   |
| Золото  | Мариан Каспшик | Бокс             | Мужчины, до 67 кг                     |
| Золото  | Юзеф Шмидт | Лёгкая атлетика  | Мужчины, тройной прыжок               |
| Золото  | Тереса Цеплы Ирена Киршенштейн Халина Гурецкая Эва Клобуковская | Лёгкая атлетика  | Женщины, эстафета 4×100 м             |
| Золото  | Вальдемар Башановский | Тяжёлая атлетика | Мужчины, до 67,5 кг                   |
| Золото  | Эгон Франке | Фехтование       | Мужчины, рапира, личное первенство    |
| Серебро | Артур Олех | Бокс             | Мужчины, до 51 кг                     |
| Серебро | Ирена Киршенштейн | Лёгкая атлетика  | Женщины, прыжки в длину               |
| Серебро | Ирена Киршенштейн | Лёгкая атлетика  | Женщины, 200 м                        |
| Серебро | Тереса Цеплы | Лёгкая атлетика  | Женщины, 80 м с барьерами             |
| Серебро | Анджей Зелиньский Веслав Маняк Мариан Фоик Мариан Дудзяк | Лёгкая атлетика  | Мужчины, эстафета 4×100 м             |
| Серебро | Витольд Войда Збигнев Скрудлик Рышард Парульский Эгон Франке Януш Ружицкий | Фехтование       | Мужчины, рапира, командное первенство |
| Бронза  | Юзеф Гжесяк | Бокс             | Мужчины, до 71 кг                     |
| Бронза  | Тадеуш Валасек | Бокс             | Мужчины, до 75 кг                     |
| Бронза  | Збигнев Петшиковский | Бокс             | Мужчины, до 81 кг                     |
| Бронза  | Анджей Баденьский | Лёгкая атлетика  | Мужчины, 400 м                        |
| Бронза  | Эва Клобуковская | Лёгкая атлетика  | Женщины, 100 м                        |
| Бронза  | Мечислав Новак | Тяжёлая атлетика | Мужчины, до 60 кг                     |
| Бронза  | Мариан Зелиньский | Тяжёлая атлетика | Мужчины, до 67,5 кг                   |
| Бронза  | Иренеуш Палиньский | Тяжёлая атлетика | Мужчины, до 90 кг                     |
| Бронза  | Ханна-Кристина Буш Мария Голимовская Данута Кордачук-Вагнер Кристина Крупа Юзефа Ледвиг Ядвига Марко Ядвига Рутковская Мария Сливка Барбара Хермель Кристина Чайковская Зофья Щенсневская Кристина Якубовская | Волейбол         | Женщины                               |
| Бронза  | Эмиль Охира Ежи Павловский Ришард Зуб Анджей Пионтковский Войцех Заблоцкий | Фехтование       | Мужчины, сабля, командное первенство  |

## Результаты соревнований

### Академическая гребля
В следующий раунд из каждого заезда проходили несколько лучших экипажей (в зависимости от дисциплины). В финал A выходили 6 сильнейших экипажей, ещё 6 экипажей, выбывших в отборочном заезде, распределяли места в финале B.
Мужчины
| Соревнование | Спортсмены                       | Предварительный заезд | Предварительный заезд | Предварительный заезд | Отборочный заезд | Отборочный заезд | Отборочный заезд | Финал                | Финал                | Итоговое место       |                      |
| Соревнование | Спортсмены                       | Заезд                 | Время                 | Место                 | Заезд            | Время            | Место            | Время                | Место                | Итоговое место       |                      |
| ------------ | -------------------------------- | --------------------- | --------------------- | --------------------- | ---------------- | ---------------- | ---------------- | -------------------- | -------------------- | -------------------- | -------------------- |
| одиночки     | Эугениуш Кубяк                   | 3                     | 8:08,96               | 3                     | 3                | 7:44,75          | 3                | завершил выступление | завершил выступление | завершил выступление | завершил выступление |
| двойки       | Чеслав Наврот Альфонс Слюсарский | 3                     | 7:47,02               | 4                     | 2                | 7:35,82          | 2 QB             | Финал B              | Финал B              | 8                    |                      |
| двойки       | Чеслав Наврот Альфонс Слюсарский | 3                     | 7:47,02               | 4                     | 2                | 7:35,82          | 2 QB             | 7:08,38              | 2                    | 8                    |                      |

### Гимнастика

#### Спортивная гимнастика
Женщины
| Спортсмены                                                                                          | Снаряд                | Квалификация | Квалификация | Финал     | Финал     |
| Спортсмены                                                                                          | Снаряд                | Очки         | Место        | Очки      | Место     |
| --------------------------------------------------------------------------------------------------- | --------------------- | ------------ | ------------ | --------- | --------- |
| Эльжбета Апостольская                                                                               | абсолютное первенство |              |              | 73,831    | 37        |
| Эльжбета Апостольская                                                                               | вольные упражнения    | 18,533       | 36           | Не прошла | Не прошла |
| Эльжбета Апостольская                                                                               | опорный прыжок        | 18,533       | 38           | Не прошла | Не прошла |
| Эльжбета Апостольская                                                                               | разновысокие брусья   | 18,133       | 48           | Не прошла | Не прошла |
| Эльжбета Апостольская                                                                               | бревно                | 18,632       | 28           | Не прошла | Не прошла |
| Эльжбета Апостольская Герда Брылка Маргоржата Вилчек Барбара Эусташевич Дорота Милер Гизела Нидурны | командное первенство  |              |              | 371,287   | 7         |

### Лёгкая атлетика
Мужчины
Беговые дисциплины
| Дисциплина         | Спортсмен     | Предварительный раунд | Предварительный раунд | Предварительный раунд | Четвертьфиналы | Четвертьфиналы | Четвертьфиналы | Полуфиналы | Полуфиналы | Полуфиналы | Финал  | Финал |
| Дисциплина         | Спортсмен     | Забег                 | Время                 | Место                 | Забег          | Время          | Место          | Забег      | Время      | Место      | Время  | Место |
| ------------------ | ------------- | --------------------- | --------------------- | --------------------- | -------------- | -------------- | -------------- | ---------- | ---------- | ---------- | ------ | ----- |
| бег на 1500 метров | Витольд Баран | 1                     | 3:45,3                | 1 Q                   | не проводится  | не проводится  | не проводится  | 1          | 3:38,9     | 2 Q        | 3:40,3 | 6     |